# جورج لیناردو آبرئو دی لیما
جورج لیناردو آبرئو دی لیما (به پرتغالی: George Leandro Abreu de Lima) هافبک اهل برزیل است که در شهر فورتالزا و در تاریخ ۹ نوامبر ۱۹۸۵ به دنیا آمده‌است.
جورج لیناردو آبرئو دی لیما در تیم‌های فوتبال سائو کائتانو سابقهٔ حضور دارد.